# Amegilla bechuanensis
Amegilla bechuanensis är en biart som först beskrevs av Cockerell 1935.  Amegilla bechuanensis ingår i släktet Amegilla och familjen långtungebin. Inga underarter finns listade i Catalogue of Life.